# Санари-сюр-Мер
Санари́-сюр-Мер (фр. Sanary-sur-Mer, окс. Sant Nari) — коммуна на юго-востоке Франции в регионе Прованс — Альпы — Лазурный берег, департамент Вар, округ Тулон, кантон Ольюль. Коммуна расположена на средиземноморском побережье Франции между городами Тулон на востоке и Бандоль на западе.
Площадь коммуны — 19,24 км², население — 18 023 человека (2006) с тенденцией к снижению: 16 062 человека (2012), плотность населения — 835 чел/км².

## История
Санари-сюр-Мер был основан в 1035 году и первоначально носил название Сан-Назари. В XII веке в его гавани была построена церковь от аббатства Сен-Назер в Марселе. В XIII веке здесь была возведена сторожевая «Римская башня». В 1446 году король Рене Добрый размещает здесь гарнизон, и на башне — королевскую голубятню. С 1990 года в Римской башне и нескольких прилегающих старинных зданиях находится городской музей. В 1890 году название города было изменено на нынешнее.
После окончания Первой мировой войны в Санари-сюр-Мер и его окрестностях селятся и работают многие выдающиеся деятели культуры, художники и писатели. Одним из первых среди них был Олдос Хаксли. После прихода к власти в Германии в 1933 году национал-социалистов этот французский городок становится одним из важнейших центров немецкой антифашистской эмиграции, её «культурной столицей». В Санари-сюр-Мер живут и работают такие мастера, как Бертольт Брехт, Лион Фейхтвангер, Томас Манн, Генрих Манн, Клаус Манн, Голо Манн, Франц Верфель, Стефан Цвейг, Арнольд Цвейг, Герман Кестен, Эгон Эрвин Киш, Артур Кёстлер, Бруно Франк, Эрвин Пискатор, Антон Редершайдт, Вальтер Газенклевер, Йозеф Рот, Франц Хеслер и многие другие.
Во время Второй мировой войны в Санари-сюр-Мер скрывался от нацистов и знаменитый впоследствии океанограф и изобретатель Жак-Ив Кусто. Здесь, на своей вилле «Баобаб» учёный хранил в тайне от оккупантов созданный им глубоководный дыхательный аппарат. В 1943 году им, совместно с Филиппом Тальезом, были в соседнем Бандоле предприняты первые опыты по глубоководному погружению.

## Население
Население коммуны в 2011 году составляло — 15 844 человека, а в 2012 году — 16 062 человека.
| 1962 | 1968 | 1975  | 1982  | 1990  | 1999  | 2006  | 2011  | 2012  |
| ---- | ---- | ----- | ----- | ----- | ----- | ----- | ----- | ----- |
| 7242 | 8851 | 10264 | 11505 | 14730 | 16995 | 18023 | 15844 | 16062 |

Динамика населения:

## Экономика
В 2010 году из 8783 человека трудоспособного возраста (от 15 до 64 лет) 5791 были экономически активными, 2992 — неактивными (показатель активности 65,9 %, в 1999 году — 63,5 %). Из 5 791 активных трудоспособных жителей работали 5083 человека (2565 мужчин и 2518 женщин), 708 числились безработными (284 мужчины и 424 женщины). Среди 2992 трудоспособных неактивных граждан 695 были учениками либо студентами, 1305 — пенсионерами, а ещё 992 — были неактивны в силу других причин.
На протяжении 2010 года в коммуне числилось 9096 облагаемых налогом домохозяйств, в которых проживало 18 129,0 человек. При этом медиана доходов составила 21 823 евро на одного налогоплательщика.

## Фотогалерея
- Порт
- Порт
- Причал

## Города-партнёры
- Луино, Италия
- Косцежина, Польша
- Бад-Зекинген, Германия
- Пуркерсдорф, Австрия